# Brock McGinn
Brock McGinn, född 2 februari 1994, är en kanadensisk professionell ishockeyspelare som är kontrakterad till NHL-organisationen Carolina Hurricanes och spelar för deras primära samarbetspartner Charlotte Checkers i American Hockey League (AHL). Han har tidigare spelat på lägre nivå för Guelph Storm i Ontario Hockey League (OHL).
McGinn draftades i andra rundan i 2012 års draft av Carolina Hurricanes som 47:e spelare totalt.
Han är bror till ishockeyspelarna Jamie McGinn (Buffalo Sabres) och Tye McGinn (Tampa Bay Lightning/Syracuse Crunch).

## Statistik
| 2009–2010  | Orangeville Crushers | CCHL       | 3   | 0  | 0  | 0   | 0   | —  | — | — | —  | —  |
| 2010–2011  | Guelph Storm         | OHL        | 68  | 10 | 4  | 14  | 38  | 6  | 0 | 0 | 0  | 2  |
| 2011–2012  | Guelph Storm         | OHL        | 33  | 12 | 7  | 19  | 25  | 6  | 1 | 1 | 2  | 8  |
| 2012–2013  | Guelph Storm         | OHL        | 68  | 28 | 26 | 54  | 71  | 3  | 2 | 2 | 4  | 11 |
|            | Charlotte Checkers   | AHL        | 4   | 0  | 0  | 0   | 0   | 2  | 0 | 0 | 0  | 2  |
| 2013–2014  | Guelph Storm         | OHL        | 58  | 43 | 42 | 85  | 45  | 12 | 6 | 6 | 12 | 21 |
| 2014–2015  | Charlotte Checkers   | AHL        | 73  | 15 | 12 | 27  | 38  | —  | — | — | —  | —  |
| 2015–2016  | Carolina Hurricanes  | NHL        | 2   | 1  | 1  | 2   | 2   | —  | — | — | —  | —  |
| NHL totalt | NHL totalt           | NHL totalt | 2   | 1  | 1  | 2   | 2   | —  | — | — | —  | —  |
| AHL totalt | AHL totalt           | AHL totalt | 79  | 17 | 12 | 29  | 38  | 2  | 0 | 0 | 0  | 2  |
| OHL totalt | OHL totalt           | OHL totalt | 227 | 93 | 79 | 172 | 179 | 27 | 9 | 9 | 18 | 42 |